# Карл Дегелов
Карл «Чарлі» Дегелов (нім. Carl „Charly“ Degelow; 5 січня 1891, Мюнстердорф — 9 листопада 1970, Гамбург) — німецький льотчик-ас, лейтенант Прусської армії, майор люфтваффе. Кавалер ордена Pour le Mérite.

## Біографія
В 1912/13 pоку працював у США, на цементних фабриках в Чикаго та Ель-Пасо. Воювати почав на Західному фронті, у складі 2-го Нассауського піхотного полку № 88. Пізніше воював у Росії та Франції. За час служби у піхотному полку виріс від єфрейтора до віцефельдфебеля. Був поранений на російському фронті.
В 1916 році перейшов в авіацію та закінчив курси льотної підготовки. Був призначений у 216-й льотний дивізіон на Соммі. На початку 1917 року здійснив перший бойовий виліт. У травні 1917 року збив французький літак-розвідник під час польоту на розвіднику Albatros С.V з метою коригування артилерійського вогню (його спостерігачем був лейтенант Куртен). Ще один збитий літак не було йому зараховано офіційно. Був направлений в 36-ту винищувальній ескадрильї, але протримався там лише кілька днів: його вигнали з ганьбою після того, як він випадково поранив співробітника наземного персоналу під час профілактики зброї. 17 серпня 1917 року призначений в 7-му винищувальну ескадрилью. За дев'ять місяців здобув три офіційні перемоги, ще стільки ж йому не зарахували. 16 травня 1918 року переведений у 40-ву винищувальну ескадрильї, командування над якою прийняв 11 липня. Число його перемог стало неухильно зростати: всього за час бойових дій здобув 30 перемог.
Після закінчення війни бився проти комуністів, заснувавши Гамбурзький тимчасовий Добровольчий корпус. 11 грудня 1918 року звільнений у відставку. Пізніше відкрив свою справу в цементній промисловості. В серпні 1936 року вступив в люфтваффе. Близький друг генерал-фельдмаршала Ергарда Мільха. В 1940 році направлений в штаб генерал-полковника Ернста Удета. 2 серпня 1941 року звільнений у відставку і став членом Померанської промислової асоціації з акцій в Штеттіні.

## Звання
- Лейтенант резерву (31 липня 1915)
- Оберлейтенант резерву запасу (7 липня 1921)
- Гауптман резерву (1 квітня 1937)
- Майор резерву (1 серпня 1939)

## Нагороди
- Залізний хрест 2-го і 1-го класу
- Нагрудний знак військового пілота (Пруссія)
- Нагрудний знак «За поранення» в чорному
- Королівський орден дому Гогенцоллернів, лицарський хрест з мечами (9 серпня 1918)
- Pour le Mérite (9 листопада 1918)
- Пам'ятний знак пілота (Пруссія)
- Почесний хрест ветерана війни з мечами
- Медаль «За вислугу років у Вермахті» 4-го класу (4 роки)